# Сан-Себастьяно-алле-Катакомбе (титулярная церковь)
Титулярная церковь Сан-Себастьяно-алле-Катакомбе (лат. Titulus Sancti Sebastiani ad Catacumbas) — титулярная церковь была создана Папой Иоанном XXIII 30 декабря 1960 года апостольской конституцией Consueverunt Summi Pontifices. Титулярная церковь принадлежит барочной базилике Сан-Себастьяно-фуори-ле-Мура, расположенной в районе Рима Ардеатино, над катакомбами Святого Себастьяна по старой Аппиевой дороге 136, приходская церковь учреждена 18 апреля 1714 года.

## Список кардиналов-священников титулярной церкви Сан-Себастьяно-алле-Катакомбе
- Ильдебрандо Антониутти — (24 мая 1962 — 13 сентября 1973, назначен кардиналом-епископом Веллетри);
- Себастьяно Баджо — (21 декабря 1973 — 12 декабря 1974, назначен кардиналом-епископом Веллетри);
- Йоханнес Виллебрандс — (6 декабря 1975 — 2 августа 2006, до смерти);
- Льюис Мартинес Систак — (24 ноября 2007 — по настоящее время).